# Pasărea Dodo
Pasărea Dodo (Raphus cucullatus) a trăit de-a lungul mileniilor pe insulele Réunion și Mauritius din sud-vestul Oceanului Indian. La numai două sute de ani de la venirea omului în această regiune, păsările au dispărut. Pasărea Dodo, cu aspectul său neobișnuit, este una din cele mai cunoscute specii dispărute. Primele descrieri cunoscute despre dodo au fost facute de catre olandezi. Ei au numit pasarea Mauritius walghvoge “pasarea zburatoare” sau “pasarea dezgustatoare”  Engleza uzuală a preluat numele acestui animal în expresia: "mort, ca o pasăre Dodo".

## Aspect exterior
Picioarele mari, aripile butucănoase, gâtul scurt și ciocul incredibil de gros și de recurbat îi conferă un aspect comic păsării Dodo. Corpul greoi și dolofan este completat de o coadă scurtă, formată dintr-un smoc de pene. Deoarece nu avea inamici de care trebuie să se ferească, și-a pierdut capacitatea de zbor. Acesta este un fenomen frecvent la păsările insulare. În timp ce celelalte păsări incapabile să zboare erau alergătoare neobosite, pasărea Dodo se mișca legănat, ca o rață.

## Mod de viață
La venirea olandezilor pe insulele Réunion și Mauritius, păsările erau în număr mare. Cu toate acestea știm foarte puțin despre ele. Alimentația era vegetariană, mâncau și semințe dure. Pentru ușurarea digestiei înghițeau pietricele. Conform scrierilor, aceste păsări aveau un dans de curtare acompaniat de mișcări din aripi, iar perechile petreceau perioade lungi de timp împreună. Depuneau un singur ou în cuibul pregătit din iarbă, în pădure. Puiul era îngrijit de ambii părinți.

## Dispariția păsării Dodo
Deși pasărea Dodo este ruda îndepărtată a porumbelului de astăzi, primii olandezi ce au pășit pe insulele Réunion și Mauritius nu mai văzuseră nimic asemănător și erau foarte înfometați. Au denumit-o lebădă cu moț sau curcan sălbatic. Deoarece nu aveau inamici se apropiau fără teamă de așezările umane, devenind astfel prăzi ușoare. Pasările au fost ucise cu miile, mai ales pentru carnea lor. Deși descrierile din vremea respectivă relatau că pasărea Dodo avea o carne fibroasă și puțin gustoasă, marinarii sosiți după călătorii lungi o consumau cu plăcere. Dar pasărea Dodo nu a dispărut doar datorită vânatului excesiv. Colonialii au adus cu ei pe insulă: porci, șobolani, câini, pisici pentru care ouăle păsării Dodo erau o pradă ușoară. În anul 1680, deci la aproximativ 170 de ani de la sosirea primului om pe insule, a dispărut și ultima pasăre Dodo existenta.

## Galerie de imagini

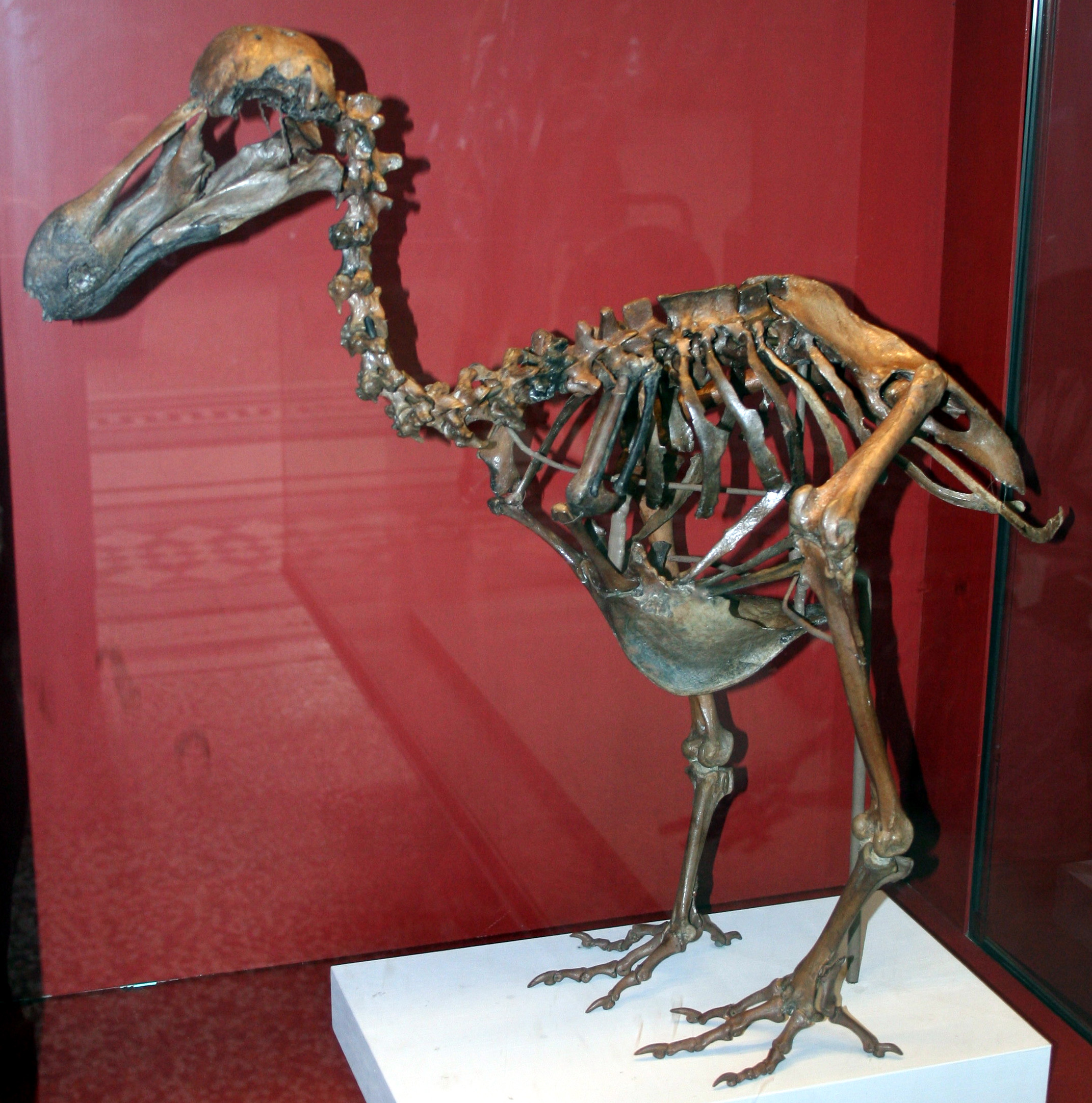
Schelet de pasăre Dodo
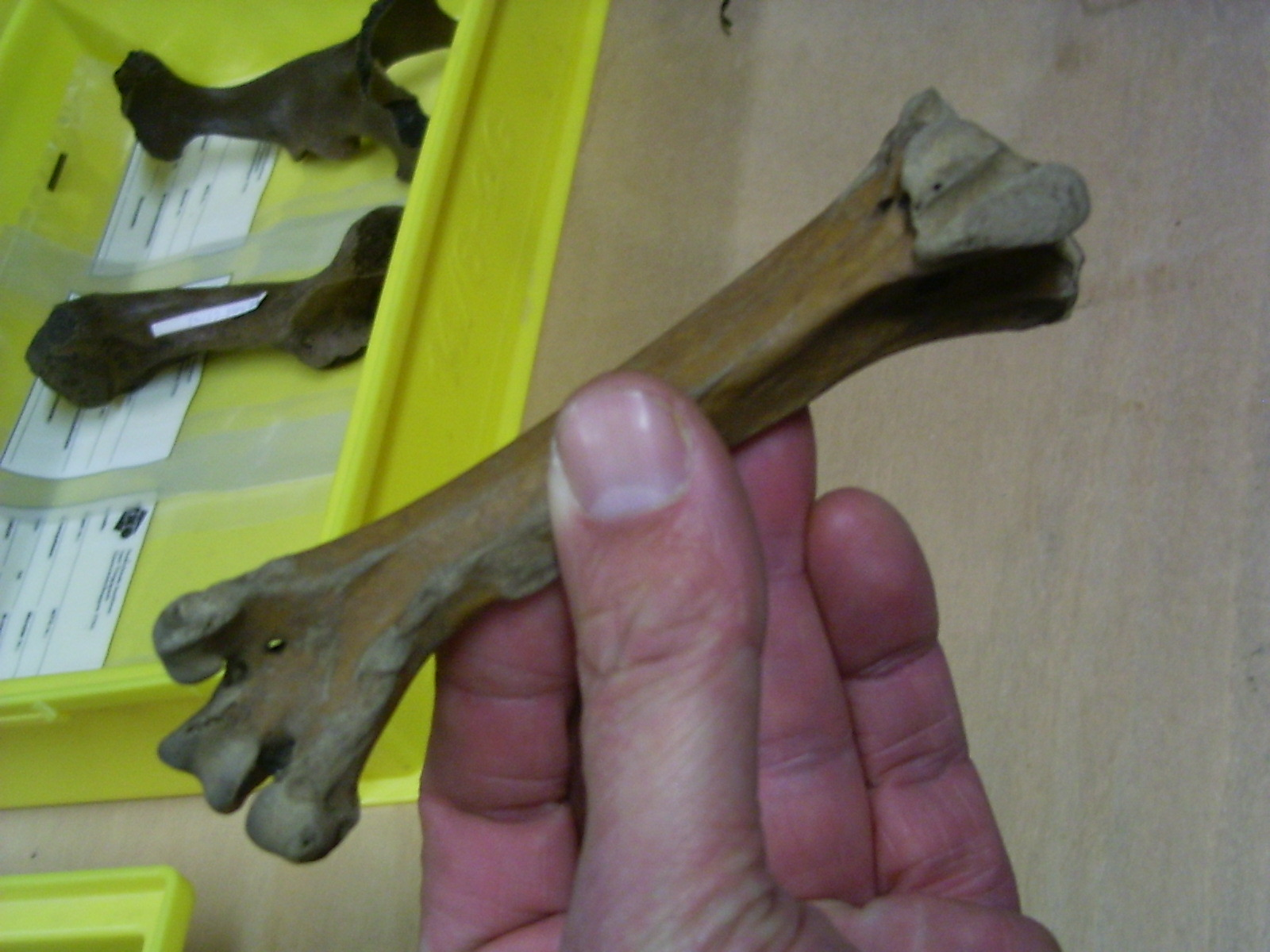
Os de pasăre Dodo